# Maurice Bon
Maurice Yves Bon, né le 10 février 1920 à Elliant (Finistère) et mort pour la France le 13 octobre 1943 à Gorodets dans le secteur compris entre la ville de Lénino au sud et le village de Baevo au nord (Biélorussie), était un aviateur français de la Seconde Guerre mondiale.

## Biographie
Adolescent, il fréquentait en 1937 et 1938 l'aéroclub de Cornouaille à Quimper
Maurice Bon s'engage dans l'Armée de l'air au début de 1939 ; démobilisé en août 1940, il intègre les Forces aériennes françaises libres en janvier 1943, dans l'escadrille Normandie-Niemen. 
Il remporte en combat aérien six victoires certaines et une probable, avant d'être abattu à bord de son Yakovlev Yak-9 dans le secteur de Lenino-Baievo.

## Distinctions
- Médaille militaire[4] (décret du 4 février 1946)[5]
- Croix de guerre 1939-1945 avec 4 palmes[4]
- Ordre de la Guerre patriotique[4]
- L'aéroport de Quimper-Bretagne a été d'abord baptisé en septembre 1953 "aéroport Maurice-Bon".